# 史蒂夫·艾伯特
史蒂夫·艾伯特（英語：／日語：，1950年4月19日—），全名「史蒂芬·M·艾伯特」（Stephen M. Alpert／），暱稱「小艾」（アルちゃん），是過去居住在日本東京都的美國娛樂主管，吉卜力工作室的前董事。

## 人物
曾任職於華特迪士尼，因迪士尼與吉卜力合作而自1996年10月起擔任董事，負責海外業務長達15年。雖是美國人卻能說一口流利的日語。
2011年底，由於母親生病緣故，不得不退休返美定居，並開始嘗試撰寫小說。但仍繼續與吉卜力有著往來關係，如從事英文版電影的顧問、以及在2012年7月受邀為動畫《風起》配音。

## 參與作品
演出
- Feliz Christmas, Merry Navidad（1999年，演員）
- 借物少女艾莉緹（借りぐらしのアリエッティ，2010年，英文版配音）
- 風起（2013年，配音卡斯特魯普） ※海外版表記「Stephen Alpert」

監製
- 地海戰記（ゲド戦記，2006年，兼英文翻譯） ※主題曲英譯表記「Stephen Alpert」
- 崖上的波妞（崖の上のポニョ，2008年，英文版） ※日文表記

海外宣傳
- 魔法公主（もののけ姫，1997年，兼英文翻譯） ※英譯表記「Steve Alpert」
- 隔壁的山田君（ホーホケキョ となりの山田くん，1999年，「吉卜力合唱團」成員之一）
- 神隱少女（千と千尋の神隠し，2001年）
- 霍爾的移動城堡（ハウルの動く城，2004年）
- 來自紅花坂（コクリコ坂から，2011年）

其他
- Ghiblies episode2（ギブリーズ episode2，2002年，英文翻譯）
- 風之谷（風の谷のナウシカ，2005年，DVD英文版翻譯）
- 兒時的點點滴滴（おもひでぽろぽろ，2006年，DVD英文版翻譯）

## 外部連結
- 史蒂夫·艾伯特在互联网电影资料库（IMDb）上的資料（英文）